# Бекерман, Кайл
Кайл Роберт Бекерман (англ. Kyle Robert Beckerman; род. 23 апреля 1982, Крофтон, Мэриленд, США) — американский футболист, опорный полузащитник. Многолетний капитан клуба «Реал Солт-Лейк». Выступал за сборную США. Участник чемпионата мира 2014 года.

## Клубная карьера

### Ранняя карьера
Бекерман начал свою карьеру молодёжной лиге штата Мэриленд. Он выступал за сборную США до 17 лет на юношеском чемпионате мира 1999 в Новой Зеландии. После окончания школы, Кайл выступал за университетскую команду и был участником проекта Про-40. Также он обучался и играл за брейдентонскую академию соккера США с такими футболистами, как Бобби Конви, Огучи Оньеву, Лэндон Донован и Дамаркус Бизли.

### «Майами Фьюжн» и «Колорадо Рэпидз»
27 июня 2000 года Кайл подписал контракт с лигой MLS и два дня спустя через драфт-лотерею попал в клуб «Майами Фьюжн». Бекерман тяжело адаптировался в команде и получал мало игрового времени. В своем первом сезоне он провёл на поле всего 110 минут. В своём последнем матче он сломал ногу. В начале 2002 года клуб «Майами Фьюжн» прекратил существование и на драфте расформирования Кайл был выбран клубом «Колорадо Рэпидз». В своем первом сезоне, также как в Майами, он получал мало игрового времени, проведя на поле 477 минут и отметившись голевой передачей. Только начиная со второго сезона Кайл завоевал место в основе, приняв участие в 24 матчах чемпионата и отдав 5 голевых передач. Сезон 2006 года Бекерман заканчивает 7 голами и 4 передачами на счету, что является одним из лучших достижений в команде.

### «Реал Солт-Лейк»
16 июля 2007 года «Колорадо Рэпидз» обменял Бекермана на Мехди Баллуши в «Реал Солт-Лейк». В новом клубе Кайл быстро зарекомендовал себя, как лидер несмотря на то, что пришёл в неё в середине сезона. В сезоне 2008 года он был удостоен капитанской повязки. 13 апреля 2008 года в матче против «Ди Си Юнайтед», полузащитник забил свои первые голы за клуб, сделав дубль. Бекерман принял участие в 38 матчах и помог клубу впервые в истории выиграть чемпионат Западной конференции. Также по итогам сезона Кайл во второй раз попал в символическую сборную MLS.
В следующем сезоне Бекерман остался капитаном команды. В течение года он стал самым молодым футболистом, сыгравшим в MLS 200 матчей. В середине сезона Кайл вместе со своим партнером по команде Хавьером Моралесом приняли участие в Матче всех звёзд MLS. В 2009 году в финале Кубка MLS против «Лос-Анджелес Гэлакси», Бекерман не смог реализовать послематчевый пенальти, но его команда одержала победу и выиграла лигу.
17 октября 2015 года Бекерман побил рекорд по количеству матчей в регулярном чемпионате MLS среди полевых игроков — 379.
9 декабря 2020 года Бекерман был назван одним из 25-ти величайших игроков MLS, выбранных в рамках чествования 25-летия лиги. 21 декабря 2020 года Кайл Бекерман официально объявил о завершении футбольной карьеры.

## Международная карьера
20 января 2007 года в товарищеском матче против сборной Дании Бекерман дебютировал в сборной США, заменив на 86-й минуте Пабло Мастроени. В том же году он попал в заявку национальной команды на поездку в Венесуэлу на Кубок Америки. На турнире Кайл провёл два матча против сборных Аргентины и Колумбии.
В 2009 году в составе национальной сборной принял участие в Золотом кубке КОНКАКАФ. На турнире Бекерман сыграл в матчах против команд Гренады, Гаити, Панамы, Мексики и дважды Гондураса. На этом турнире в поединке против панамцев Кайл забил свой первый гол за сборную.
В 2013 году Кайл выиграл Золотой кубок КОНКАКАФ. На турнире Бекерман сыграл в матчах против команд Белиза, Гондураса, Панамы, Кубы и Сальвадора.
В 2014 году Кайл в составе сборной принял участие в чемпионате мира в Бразилии. На турнире он сыграл в матчах против команд Ганы, Португалии и Германии.
В 2015 году Бекерман принял участие в Золотом кубке КОНКАКАФ. На турнире он сыграл в матчах против команд Гаити, Гондураса, Ямайки, Кубы и Панамы.
Летом 2016 года Бекерман принял участие в домашнем Кубке Америки. На турнире он сыграл в матчах против команд Коста-Рики, Парагвая, Эквадора и Аргентины.

### Голы за сборную США
| #   | Дата         | Место                                     | Противник | Счёт | Результат | Соревнование                |
| --- | ------------ | ----------------------------------------- | --------- | ---- | --------- | --------------------------- |
| 01. | 18 июля 2009 | Линкольн Файненшел Филд, Филадельфия, США | Панама    | 1:1  | 2:1       | Золотой кубок КОНКАКАФ 2009 |

## Тренерская карьера
12 апреля 2021 года Бекерман был назначен главным тренером футбольной команды Университета долины Юты.

## Статистика

### Клубная статистика
| Выступление      | Выступление      | Выступление      | Лига | Лига | Кубок | Кубок | Плей-офф | Плей-офф | Континент | Континент | Итого | Итого |
| Клуб             | Лига             | Сезон            | Игры | Голы | Игры  | Голы  | Игры     | Голы     | Игры      | Голы      | Игры  | Голы  |
| ---------------- | ---------------- | ---------------- | ---- | ---- | ----- | ----- | -------- | -------- | --------- | --------- | ----- | ----- |
| Про-40           | A-League         | 2000             | 7    | 0    | 0     | 0     | 0        | 0        | 0         | 0         | 7     | 0     |
| Про-40           | Итого            | Итого            | 7    | 0    | 0     | 0     | 0        | 0        | 0         | 0         | 7     | 0     |
| Майами Фьюжн     | MLS              | 2000             | 2    | 1    | 1     | 0     | 0        | 0        | 0         | 0         | 3     | 1     |
| Майами Фьюжн     | MLS              | 2001             | 1    | 0    | 0     | 0     | 0        | 0        | 0         | 0         | 1     | 0     |
| Майами Фьюжн     | Итого            | Итого            | 3    | 1    | 1     | 0     | 0        | 0        | 0         | 0         | 4     | 1     |
| Колорадо Рэпидз  | MLS              | 2002             | 14   | 0    | 0     | 0     | 0        | 0        | 0         | 0         | 14    | 0     |
| Колорадо Рэпидз  | MLS              | 2003             | 28   | 0    | 2     | 0     | 2        | 0        | 0         | 0         | 32    | 0     |
| Колорадо Рэпидз  | MLS              | 2004             | 29   | 1    | 1     | 0     | 2        | 0        | 0         | 0         | 32    | 1     |
| Колорадо Рэпидз  | MLS              | 2005             | 30   | 1    | 0     | 0     | 3        | 0        | 0         | 0         | 33    | 1     |
| Колорадо Рэпидз  | MLS              | 2006             | 31   | 7    | 0     | 0     | 3        | 0        | 0         | 0         | 34    | 7     |
| Колорадо Рэпидз  | MLS              | 2007             | 13   | 1    | 0     | 0     | 0        | 0        | 0         | 0         | 13    | 1     |
| Колорадо Рэпидз  | Итого            | Итого            | 145  | 10   | 3     | 0     | 10       | 0        | 0         | 0         | 158   | 10    |
| Реал Солт-Лейк   | MLS              | 2007             | 15   | 2    | 0     | 0     | 0        | 0        | 0         | 0         | 15    | 2     |
| Реал Солт-Лейк   | MLS              | 2008             | 30   | 3    | 0     | 0     | 3        | 0        | 0         | 0         | 33    | 3     |
| Реал Солт-Лейк   | MLS              | 2009             | 25   | 3    | 1     | 0     | 4        | 0        | 0         | 0         | 30    | 3     |
| Реал Солт-Лейк   | MLS              | 2010             | 22   | 2    | 1     | 0     | 2        | 0        | 5         | 1         | 30    | 3     |
| Реал Солт-Лейк   | MLS              | 2011             | 29   | 3    | 0     | 0     | 3        | 0        | 4         | 0         | 36    | 3     |
| Реал Солт-Лейк   | MLS              | 2012             | 30   | 4    | 0     | 0     | 2        | 0        | 3         | 1         | 35    | 5     |
| Реал Солт-Лейк   | MLS              | 2013             | 26   | 4    | 5     | 1     | 5        | 0        | 0         | 0         | 36    | 5     |
| Реал Солт-Лейк   | MLS              | 2014             | 28   | 3    | 0     | 0     | 2        | 0        | 0         | 0         | 30    | 3     |
| Реал Солт-Лейк   | MLS              | 2015             | 26   | 1    | 1     | 0     | 0        | 0        | 6         | 0         | 33    | 1     |
| Реал Солт-Лейк   | MLS              | 2016             | 27   | 0    | 1     | 0     | 1        | 0        | 2         | 0         | 31    | 0     |
| Реал Солт-Лейк   | MLS              | 2017             | 26   | 4    | 0     | 0     | 0        | 0        | 0         | 0         | 26    | 4     |
| Реал Солт-Лейк   | MLS              | 2018             | 31   | 1    | 0     | 0     | 3        | 0        | 0         | 0         | 34    | 1     |
| Реал Солт-Лейк   | MLS              | 2019             | 25   | 0    | 0     | 0     | 2        | 0        | 0         | 0         | 27    | 0     |
| Реал Солт-Лейк   | MLS              | 2020             | 10   | 0    | 0     | 0     | 0        | 0        | 0         | 0         | 10    | 0     |
| Реал Солт-Лейк   | Итого            | Итого            | 350  | 30   | 9     | 1     | 27       | 0        | 20        | 1         | 406   | 32    |
| Всего за карьеру | Всего за карьеру | Всего за карьеру | 505  | 41   | 13    | 1     | 37       | 0        | 20        | 1         | 575   | 43    |

### Статистика в сборной
| Команда | Год   | Игр | Голы |
| ------- | ----- | --- | ---- |
| США     |       |     |      |
| 2007    | 3     | 0   |      |
| 2009    | 7     | 1   |      |
| 2010    | 2     | 0   |      |
| 2011    | 6     | 0   |      |
| 2012    | 5     | 0   |      |
| 2013    | 10    | 0   |      |
| 2014    | 9     | 0   |      |
| 2015    | 9     | 0   |      |
| 2016    | 7     | 0   |      |
| Всего   | Всего | 58  | 1    |

## Достижения
Командные
 «Реал Солт-Лейк»
- MLS — 2009

Международные
 США
- Золотой кубок КОНКАКАФ — 2013
- Золотой кубок КОНКАКАФ — 2009

Индивидуальные
- Матч всех звёзд MLS — 2009, 2010, 2011, 2012, 2013, 2016